# Zinaida Aleksandrovna Belosel'skaja
Zinaida Aleksandrovna Belosel'skaja, in russo Зинаида Александровна Белосельская?, coniugata Volkonskaja (in russo Волконская?) (Dresda, 3 dicembre 1789 – Roma, 24 gennaio 1862), è stata una poetessa e scrittrice russa.

## Biografia
Zinaida Aleksandrovna proveniva dalla famiglia dei principi Belosselski-Beloserski. Suo padre era l'ambasciatore russo a Dresda Aleksandr Michajlovič Belosel'skij-Belozerskij (1752-1809), sposato nel primo matrimonio con Barbara Jakovlevna Tatiščeva (1764-1792). Era la terza figlia di questo matrimonio ed era nata durante l'attività diplomatica di suo padre alla corte sassone. 
All'età di 3 anni morì sua madre. Ereditò l'amore per le scienze e le arti da suo padre, imparando il francese, l'inglese e (durante l'ambasceria del padre alla Corte di Torino) l'italiano; durante le successive missioni diplomatiche del padre, visitò Londra e Parigi e si segnalò per la profonda passione musicale. Giunse per la prima volta nell'impero russo all'età di 17 anni quando, insieme al padre, si stabilirono a San Pietroburgo, dove la ragazza studiò lingua russa, storia, etnografia e archeologia. Aleksandr Michajlovič morì però dopo poco tempo e Zinaida rimase sola a San Pietroburgo in giovane età. 
Nel 1808 divenne damigella d'onore della regina Luisa di Prussia e fu vicina all'imperatore Alessandro I di Russia, che divenne il suo corrispondente per tutta la vita e forse fu il suo amante.

### Matrimonio
Nel 1810 sposò il generale russo principe Nikita Grigor'evič Volkonskij. Ebbero un figlio, Aleksandr Nikitič Volkonskij (1811-1878), per la cui educazione Zinaida - non potendo affidarlo direttamente ai padri gesuiti, che pure avevano una famosa scuola cattolica a San Pietroburgo - iniziò a cercare insegnanti chiedendo consiglio a padre Domenico Charles Nicole, un gesuita che teneva all'educazione fisica, religiosa e intellettuale. Perciò il ragazzo studiò diverse lingue straniere, retorica, scienze naturali e umanistiche, disegno, musica, ma anche le basi degli affari militari.

### In missione per lo zar
Su espressa richiesta dello zar, viaggiò in Sassonia nel 1813 e poi si trasferì a Praga, lavorando come informatrice per conto dello zar russo. Dopo la sconfitta di Napoleone I, si recò a Parigi e dove incontrò i monarchi austriaco e prussiano. 
Nel 1817 ritornò in Russia dove - oltre ad occuparsi dell'educazione del figlio Aleksandr - condusse una vita brillante a San Pietroburgo.

### Prima permanenza italiana
Nel 1820 i gesuiti furono costretti a lasciare l'Impero russo e, poiché Zinaida aveva stretti contatti con loro (tanto da convertirsi, in seguito, al cattolicesimo), lasciò la sua patria. Viaggiò in solitudine dedicandosi alla letteratura (il suo primo libro "Le quattro storie" fu pubblicato in Russia in francese) e poi giunse a Roma dove aveva ereditato villa Wolkonsky (sul terreno acquistato dal padre durante l'ambasceria a Torino): vi si stabilì, dividendosi tra il salotto culturale e artistico ivi ospitato e le grandi feste che teneva nella sua abitazione di città, sita in palazzo Poli.

### Rientro in Russia
Nel 1822 tornò a San Pietroburgo e continuò il suo lavoro letterario e musicale; scrisse poesie e racconti in francese, italiano e russo. Due anni dopo si spostò all'edificio moscovita della matrigna, principessa A. G. Beloselskaja, al numero civico 14 di via Tverskaja. A Mosca, in breve tempo, ottenne un'importante reputazione di mecenate delle arti e delle lettere, che si diffuse in tutta la Russia. Molti scrittori famosi - Puškin, Baratynskij, Mickiewicz, Venevitinov, Devitte - si radunarono nel suo salone che, nelle parole di Pëtr Andreevič Vjazemskij in una lettera a Turgenev, fu definito un "castello magico della fata musicale", dove "pensieri, sentimenti, conversazioni, movimenti cantavano tutti". I migliori poeti le dedicarono le loro creazioni, tanto che Aleksandr Sergeevič Puškin la definì "la regina delle muse e della bellezza", e fu soprannominata da Nikolaj Alekseevič Nekrasov la "Corinna del Nord". 
Nel 1825, Zinaida divenne membro della Moscow Society of Russian History and Antiquities e donò la sua biblioteca alla Moscow Society of Naturalists. La Volkonskaja, appassionata amante della musica sin dall'adolescenza, organizzò nella capitale moscovita non solo concerti, ma anche sue esibizioni nell'opera italiana: apparve sul palco ella stessa nel ruolo di Tancredi, nel teatro di palazzo Beloselskij.
Dopo la morte di Alessandro I, suo cognato Sergej Volkonskij guidò la rivolta decabrista contro Nicola I: come conseguenza, i decabristi furono esiliati in Siberia e le loro mogli decisero di seguirli.
La sua simpatia per la rivolta dei Decabristi gli alienò l'affetto del nuovo zar Nicola I, che la descriveva come una traditrice della patria anche perché, dal 1826, causando grande scalpore si era convertita al cattolicesimo. 
Ella scampò da possibile prigionia trasferendosi definitivamente a Roma nel 1829: ricevette dallo zar il permesso di vivere all'estero, ma solo lasciando a suo figlio la cura del suo patrimonio in Russia. In effetti Aleksandr, dopo un triennio passato in Italia con la madre, entrò al servizio del Ministero degli affari esteri russo.

### Seconda permanenza italiana
Di nuovo a Roma, Zinaida visse un profondo cambiamento spirituale, agendo come benefattrice per giovani studiosi in discipline umanistiche, ma anche inclinando sempre più verso una religiosità intensa. Come scrittrice cominciò ad occuparsi di argomenti teologici, approfondendo la sua fede cattolica: in questa fase della sua vita villa Wolkonsky non solo era luogo in cui si incontravano artisti e scrittori, sia russi che stranieri, ma divenne sempre più un centro di attrazione per i cattolici russi. Negli ultimi anni della sua vita prese i voti e versò ingenti somme di denaro per il mantenimento di chiese e monasteri nonché per scopi di beneficenza. Morì il 24 gennaio 1862 di polmonite. Fu sepolta a Roma, nella chiesa dei Santi Vincenzo e Anastasio a Trevi, insieme al marito e alla sorella Marja Magdalena. 

## Eredità
Il figlio Aleksandr - che aveva sposato la baronessa Louise Leopoldovna von Lilien (1807-1871), a Berna nel settembre 1844 - aveva perso l'unica figlia Zinaida (nata nel 1849, a Varsavia) all'età di quattro anni nel 1853. Non avendo altri figli nel 1855, con il consenso della madre Zinaida, adottò Nadežda Vasil'evna Il'ina, figlia di un lontano parente dei Volkonskij (Vasilij Vasil'evič Il'in, gestore della loro tenuta di Urusovo). Nadežda Il'ina-Volkonskaja (1855-1923) fu allevata dalla nonna a Villa Wolkonsky, circondata dalle persone più istruite del suo tempo, secondo le migliori tradizioni dell'educazione europea. 
Vivendo permanentemente in Italia, Nadežda (italianizzato in Nadia) sposò il marchese Vladimir Francevič Campanari (morto nel 1931). I coniugi ebbero quattro figli ma il patrimonio ereditato nel 1878 alla morte del patrigno - stante il tenore di vita condotto da Vladimir Campanari, che tra infedeltà e sprechi sperperò l'intera eredità - ne risentì: la marchesa Nadia Campanari prima lottizzò parte dei giardini della tenuta romana, in direzione Esquilino, poi dovette affittare un edificio - da lei stessa fatto costruire a sud della villa originale ed infine, nel 1922, vendette Villa Wolkonsky al governo tedesco, che stabilì la sua ambasciata nel Regno d'Italia e la residenza dell'ambasciatore.